# Muchinka (Russia)
Muchinka (in lingua russa Мухинка) è un centro abitato dell'Oblast' dell'Amur, situato nei confini dell'insediamento xi tipo urbano di Blagoveščensk.